# Gaudencia Makokha
Gaudencia Makokha, née le 15 novembre 1992, est une joueuse kényane de beach-volley et de volley-ball Elle fait partie de l'équipe nationale féminine de volleyball du Kenya mais avait été aussi sélectionnée pour représenter son pays en beach volley aux Jeux olympiques de 2020 de Tokyo, reportés à l'été 2021 en raison de la pandémie du Covid-19.

## Carrière
Gaudencia Makokha est née en 1992 à Nairobi, qui est encore aujourd’hui son lieu de résidence .
En 2017, avec sa partenaire Naomi Too, elles participent aux Championnats du monde de beach-volley se déroulant à Vienne (Autriche), gagnant un prix de $3,400 en se classant 37ème

### Volley-ball
Avec l'équipe du Kenya féminine de volley-ball, elle remporte le Championnat d'Afrique féminin de volley-ball 2013. Elle évolue en club au Kenya Pipeline.

### Beach-volley
Avec Naomie Too, elle est médaillée de bronze aux Jeux africains de plage de 2019 à Sal (Cap-Vert) et médaillée d'argent des Jeux africains de 2019 à Rabat.